# Bie Ge
Bie Ge (* 2. August 1992) ist ein chinesischer Sprinter, der sich vor allem auf den 200-Meter-Lauf spezialisiert.

## Sportliche Laufbahn
Erste internationale Erfahrungen sammelte Bie Ge bei den Asienmeisterschaften 2015 in Wuhan, bei denen er über 200 Meter bis in das Halbfinale gelangte und dort mit 21,05 s ausschied. Bei den IAAF World Relays 2017 auf den Bahamas gelangte er mit der 4-mal-200-Meter-Staffel auf den sechsten Platz. Bei den Asienmeisterschaften in Bhubaneswar wurde er in 20,85 s Vierter über 200 Meter und siegte mit der 4-mal-100-Meter-Staffel in 39,38 s. Im Jahr darauf nahm er erstmals an den Asienspielen in Jakarta teil erreichte dort mit 21,07 s im Finale den achten Platz. Bei den IAAF World Relays 2019 in Yokohama belegte er mit der 4-mal-200-Meter-Staffel in 1:22,81 min den sechsten Platz und im Herbst nahm er mit der 4-mal-100-Meter-Staffel an den Weltmeisterschaften in Doha teil, bei denen er mit 38,07 s im Finale Rang sechs erreichte.
2017 wurde Bie chinesischer Meister im 200-Meter-Lauf. Er absolvierte ein Wirtschaftsstudium an der Universität Südwestchinas in Chongqing.

## Persönliche Bestzeiten
- 100 Meter: 10,49 s (−0,4 m/s), 21. April 2016 in Huai’an
  - 60 Meter (Halle): 6,80 s, 3. März 2016 in Nanjing
- 200 Meter: 20,39 s (+0,3 m/s), 2. Juni 2018 in Pomona
  - 200 Meter (Halle): 21,35 s, 29. Februar 2016 in Nanjing